# 地方農政事務所
地方農政事務所（ちほうのうせいじむしょ）とは、地方農政局の業務の一部を分掌する組織として設置されていた農林水産省の出先機関。2003年7月1日から2011年9月1日まで設置されていた。廃止後、出先庁舎に配置されていた地域課各課や各統計・情報センターを集約し、地域センターに再編。2015年にはさらに組織見直しを行い、各都府県ごとに県域拠点が置かれている。
なお、北海道では本省に直属する地方支分部局として現在も北海道農政事務所が置かれているが、これは地方農政事務所には該当しない。また、沖縄県内では内閣府の地方支分部局である沖縄総合事務局のうち農林水産部が地方農政局の業務全般を取り扱っており、地方農政事務所は設置されなかった。

## 沿革と再編

### 創設とその位置づけ
食糧庁の廃止（2003年7月1日）によりその所管業務が農林水産省本省に取り込まれることとなった。旧食糧庁の地方支分部局だった食糧事務所については、各地方単位の業務を本省の地方支分部局である地方農政局に編入するとともに、県域単位の業務の受け皿として地方農政事務所を設置することとした。
地方農政事務所は地方農政局所在府県を除く各都府県に1か所ずつ設置され、地方農政局が所在する府県には地方農政事務所を設置せず地方農政局自身が地方農政事務所業務を取り扱うこととした。また北海道を管轄する地方農政局は存在しないため、旧食糧事務所の業務は農林水産省に直属する地方支分部局として設立された北海道農政事務所に引き継がれた。
前身の食糧事務所では県庁所在地周辺を除く地域を扱う組織として支所が置かれていたが、農政事務所では支所を置かず、農政事務所自体に統合させ、これら支所が取り扱っていた地域を扱う内部組織として地域第1課～第n課（複数の課が置かれない場合は1個の地域課のみ）を置いた。しかし、組織図のうえで統合したのみで、地域課各課は従来の支所があった庁舎に引き続き設置された。地方農政局所在県では地方農政事務所が設置されず、地方農政局自身が地方農政事務所業務を取り扱うため、地方農政局の内部組織として地域課各課を置いた。なお、地方農政事務所では県庁所在地周辺は事務所の本所が取り扱うので地域第1課の担当地域は県庁所在地周辺以外の地域であるが、地方農政局では地方農政事務所業務は県庁所在地周辺を含め、地域課各課に担当させた。そのため、地方農政局では地域第1課の担当地域は県庁所在地周辺となった。

### 所管業務の変遷
農政事務所は、創設された時点では、旧食糧事務所が所管した主要食糧に関する事務を承継するとともに、同時に農林水産省本省に新設された消費・安全局の地方事務も所管した。
2006年4月1日、地方農政事務所とは別系統の組織として地方農政事務所とは並列的な存在だった統計・情報センター（一つの県内に複数か所設置）を統合し、地方農政事務所の業務を分掌する出先組織の位置づけに変更された。庁舎の統合は伴わない。これらの措置により、農政事務所の所管業務は、それまでの消費・安全事務、食糧事務のほか、統計事務が加わった。

### 廃止と地域センターへの再編
2011年9月1日、地方農政事務所は、別庁舎で業務を扱っていた地域課各課および各統計・情報センターを含めて廃止され、これらを統合して地域センターに再編された。なお、地方農政局所在地周辺地域を所管する地域センターは設置せず、地方農政局自身が取り扱う。この再編で、旧体制では地方農政事務所、地域課各課、各統計・情報センターを合計して全国に346か所の現場拠点を置いていたのに対して、新体制では地域センター65か所とその支所38か所の計103拠点となった。
この組織改正の契機となったのは事故米不正転売事件に見られた地方農政事務所の不適切な食品検査体制のあり方であり、また、県内に多数の小規模拠点が農政と統計の2系統に分かれて設置されていた従来の体制よりも、多人数の陣容を擁する大規模な総合拠点を設置する体制のほうが望ましいと判断されたことによる。

### 地域センターの県域拠点への再編
2015年10月1日、地域センターが廃止され、都道府県庁所在地に「都道府県拠点」を設けここが設置都道府県内の農業者に関する業務を担い、消費者に関する業務は地方農政局本局に集約された。「都道府県拠点」以外の旧地域センターについては暫定的に「駐在所」とし、遅くとも2019年3月を以って原則廃止することとされた。

### 年表
- 2003年（平成15年）7月1日 - 食糧事務所の改組により地方農政事務所を設置（平成15年法律第70号、平成15年政令第277号、平成15年農林水産省令第62号）。
- 2006年（平成18年）4月1日 - 統計・情報センターの一部統合・配置換え（平成15年法律第70号、平成18年農林水産省令第19号）。
- 2011年（平成23年）9月1日 - 地方農政事務所を廃止し、地域センターおよびその支所に改組（平成23年法律第65号、平成23年政令第246号、平成23年農林水産省令第52号）。
- 2015年（平成27年）10月1日 - 地域センターおよびその支所を廃止（平成27年法律第30号、平成27年農林水産省令第70号）。組織規則外の県域拠点を設置。

## 組織

### 農政事務所
- 所長
- 次長
  - 総務課
  - 地域課（農政事務所によっては地域第一課から第五課まで）
  - 農政推進課（2006年改組以降）
- 消費・安全部
  - 消費生活課
  - 表示・規格課
  - 安全管理課
- 食糧部
  - 計画課
  - 消費流通課
  - 食糧貿易課（一部の農政事務所のみ）
  - 倉庫課（東京農政事務所、大阪農政事務所、福岡農政事務所のみ）
  - 防災倉庫課（東京農政事務所のみ）
- 統計部（2006年改組以降）
  - 統計企画課
  - 経営・構造統計課
  - 生産流通消費統計課
- 統計・情報センター（2006年改組以降）

### 地域センター
- センター長
- センター次長
- 総務担当
- 農政推進グループ
- 消費・安全グループ
- 支所（一部の地域センターのみ）

### 県域拠点
- 地方参事官室
- 統計チーム
- 消費・安全チーム

## 地方農政事務所の一覧
- 地域センター及び地域センター支所は所在地の市町村名を冠しているため、所在地欄を設けなかった。

| 地方農政局     | 都道府県 | 廃止再編前の地方農政事務所 | 廃止再編前の地方農政事務所 | 再編後の地域センター・支所の名称 | 県域拠点の名称 |
| 地方農政局     | 都道府県 | 名 称                      | 所在地 | 再編後の地域センター・支所の名称 | 県域拠点の名称 |
| 東北農政局     | 青森県   | 青森農政事務所             | 本所＝青森市 地域第１～第３課＝弘前市、八戸市、五所川原市 統計・情報センター＝青森市、弘前市、八戸市、五所川原市、十和田市                                                         | 青森地域センター                 | 青森県拠点     |
| 東北農政局     | 青森県   | 青森農政事務所             | 本所＝青森市 地域第１～第３課＝弘前市、八戸市、五所川原市 統計・情報センター＝青森市、弘前市、八戸市、五所川原市、十和田市                                                         | 青森地域センター弘前支所         | 青森県拠点     |
| 東北農政局     | 青森県   | 青森農政事務所             | 本所＝青森市 地域第１～第３課＝弘前市、八戸市、五所川原市 統計・情報センター＝青森市、弘前市、八戸市、五所川原市、十和田市                                                         | 八戸地域センター                 | 青森県拠点     |
| 東北農政局     | 岩手県   | 岩手農政事務所             | 本所＝盛岡市 地域第１～第４課＝奥州市、花巻市、一関市、二戸市 統計・情報センター＝盛岡市、宮古市、花巻市、一関市、二戸市                                                           | 盛岡地域センター                 | 岩手県拠点     |
| 東北農政局     | 岩手県   | 岩手農政事務所             | 本所＝盛岡市 地域第１～第４課＝奥州市、花巻市、一関市、二戸市 統計・情報センター＝盛岡市、宮古市、花巻市、一関市、二戸市                                                           | 盛岡地域センター宮古支所         | 岩手県拠点     |
| 東北農政局     | 岩手県   | 岩手農政事務所             | 本所＝盛岡市 地域第１～第４課＝奥州市、花巻市、一関市、二戸市 統計・情報センター＝盛岡市、宮古市、花巻市、一関市、二戸市                                                           | 奥州地域センター                 | 岩手県拠点     |
| 東北農政局     | 宮城県   | （東北農政局直轄）         | 本局＝仙台市（ただし、本局では地域農政事務所業務は所管しなかった） 地域第１～第４課＝仙台市、大崎市、大河原町、登米市 統計・情報センター＝仙台市、石巻市、栗原市、大崎市、大河原町 | （東北農政局直轄）               | 宮城県拠点     |
| 東北農政局     | 宮城県   | （東北農政局直轄）         | 本局＝仙台市（ただし、本局では地域農政事務所業務は所管しなかった） 地域第１～第４課＝仙台市、大崎市、大河原町、登米市 統計・情報センター＝仙台市、石巻市、栗原市、大崎市、大河原町 | 大崎地域センター                 | 宮城県拠点     |
| 東北農政局     | 宮城県   | （東北農政局直轄）         | 本局＝仙台市（ただし、本局では地域農政事務所業務は所管しなかった） 地域第１～第４課＝仙台市、大崎市、大河原町、登米市 統計・情報センター＝仙台市、石巻市、栗原市、大崎市、大河原町 | 大崎地域センター石巻支所         | 宮城県拠点     |
| 東北農政局     | 秋田県   | 秋田農政事務所             | 本所＝秋田市 地域第１～第４課＝能代市、大館市、湯沢市、大仙市 統計・情報センター＝秋田市、大仙市、北秋田市                                                                         | 秋田地域センター                 | 秋田県拠点     |
| 東北農政局     | 秋田県   | 秋田農政事務所             | 本所＝秋田市 地域第１～第４課＝能代市、大館市、湯沢市、大仙市 統計・情報センター＝秋田市、大仙市、北秋田市                                                                         | 秋田地域センター北秋田支所       | 秋田県拠点     |
| 東北農政局     | 秋田県   | 秋田農政事務所             | 本所＝秋田市 地域第１～第４課＝能代市、大館市、湯沢市、大仙市 統計・情報センター＝秋田市、大仙市、北秋田市                                                                         | 大仙地域センター                 | 秋田県拠点     |
| 東北農政局     | 山形県   | 山形農政事務所             | 本所＝山形市 地域第１～第３課＝酒田市、村山市、南陽市 統計・情報センター＝山形市、鶴岡市、村山市、南陽市                                                                           | 山形地域センター                 | 山形県拠点     |
| 東北農政局     | 山形県   | 山形農政事務所             | 本所＝山形市 地域第１～第３課＝酒田市、村山市、南陽市 統計・情報センター＝山形市、鶴岡市、村山市、南陽市                                                                           | 酒田地域センター                 | 山形県拠点     |
| 東北農政局     | 福島県   | 福島農政事務所             | 本所＝福島市 地域第１～第４課＝会津若松市、郡山市、いわき市、白河市 統計・情報センター＝福島市、会津若松市、郡山市、いわき市、南相馬市                                             | 福島地域センター                 | 福島県拠点     |
| 東北農政局     | 福島県   | 福島農政事務所             | 本所＝福島市 地域第１～第４課＝会津若松市、郡山市、いわき市、白河市 統計・情報センター＝福島市、会津若松市、郡山市、いわき市、南相馬市                                             | 福島地域センター会津若松支所     | 福島県拠点     |
| 東北農政局     | 福島県   | 福島農政事務所             | 本所＝福島市 地域第１～第４課＝会津若松市、郡山市、いわき市、白河市 統計・情報センター＝福島市、会津若松市、郡山市、いわき市、南相馬市                                             | いわき地域センター               | 福島県拠点     |
| 関東農政局     | 茨城県   | 茨城農政事務所             | 本所＝水戸市 地域第１～第４課＝日立市、土浦市、筑西市、鉾田市 統計・情報センター＝水戸市、土浦市、筑西市、常陸太田市、潮来市                                                       | 水戸地域センター                 | 茨城県拠点     |
| 関東農政局     | 茨城県   | 茨城農政事務所             | 本所＝水戸市 地域第１～第４課＝日立市、土浦市、筑西市、鉾田市 統計・情報センター＝水戸市、土浦市、筑西市、常陸太田市、潮来市                                                       | 土浦地域センター                 | 茨城県拠点     |
| 関東農政局     | 茨城県   | 茨城農政事務所             | 本所＝水戸市 地域第１～第４課＝日立市、土浦市、筑西市、鉾田市 統計・情報センター＝水戸市、土浦市、筑西市、常陸太田市、潮来市                                                       | 土浦地域センター筑西支所         | 茨城県拠点     |
| 関東農政局     | 栃木県   | 栃木農政事務所             | 本所＝宇都宮市 地域第１～第３課＝栃木市、大田原市、さくら市 統計・情報センター＝宇都宮市、那須塩原市、栃木市                                                                       | 宇都宮地域センター               | 栃木県拠点     |
| 関東農政局     | 栃木県   | 栃木農政事務所             | 本所＝宇都宮市 地域第１～第３課＝栃木市、大田原市、さくら市 統計・情報センター＝宇都宮市、那須塩原市、栃木市                                                                       | 大田原地域センター               | 栃木県拠点     |
| 関東農政局     | 群馬県   | 群馬農政事務所             | 本所＝前橋市 地域第１～第２課＝高崎市、太田市 統計・情報センター＝前橋市、高崎市、沼田市、太田市                                                                                   | 前橋地域センター                 | 群馬県拠点     |
| 関東農政局     | 群馬県   | 群馬農政事務所             | 本所＝前橋市 地域第１～第２課＝高崎市、太田市 統計・情報センター＝前橋市、高崎市、沼田市、太田市                                                                                   | 前橋地域センター沼田支所         | 群馬県拠点     |
| 関東農政局     | 埼玉県   | （関東農政局直轄）         | 本局＝さいたま市（ただし、本局では地域農政事務所業務は所管しなかった） 地域第１～第３課＝さいたま市、川越市、熊谷市 統計・情報センター＝さいたま市、熊谷市、坂戸市                 | （関東農政局直轄）               | 埼玉県拠点     |
| 関東農政局     | 埼玉県   | （関東農政局直轄）         | 本局＝さいたま市（ただし、本局では地域農政事務所業務は所管しなかった） 地域第１～第３課＝さいたま市、川越市、熊谷市 統計・情報センター＝さいたま市、熊谷市、坂戸市                 | 関東農政局熊谷支所               | 埼玉県拠点     |
| 関東農政局     | 千葉県   | 千葉農政事務所             | 本所＝千葉市 地域第１～第３課＝木更津市、茂原市、佐倉市 統計・情報センター＝千葉市、茂原市、柏市、君津市、匝瑳市                                                                   | 千葉地域センター                 | 千葉県拠点     |
| 関東農政局     | 千葉県   | 千葉農政事務所             | 本所＝千葉市 地域第１～第３課＝木更津市、茂原市、佐倉市 統計・情報センター＝千葉市、茂原市、柏市、君津市、匝瑳市                                                                   | 千葉地域センター君津支所         | 千葉県拠点     |
| 関東農政局     | 千葉県   | 千葉農政事務所             | 本所＝千葉市 地域第１～第３課＝木更津市、茂原市、佐倉市 統計・情報センター＝千葉市、茂原市、柏市、君津市、匝瑳市                                                                   | 千葉地域センター匝瑳支所         | 千葉県拠点     |
| 関東農政局     | 東京都   | 東京農政事務所             | 本所＝千代田区 地域課＝立川市 統計・情報センター＝文京区、昭島市 | 東京地域センター                 | 東京都拠点     |
| 関東農政局     | 神奈川県 | 神奈川農政事務所           | 本所＝横浜市 地域課＝海老名市 統計・情報センター＝横浜市、平塚市 | 横浜地域センター                 | 神奈川県拠点   |
| 関東農政局     | 山梨県   | 山梨農政事務所             | 本所＝甲府市 地域課＝韮崎市 統計・情報センター＝甲府市、甲州市 | 甲府地域センター                 | 山梨県拠点     |
| 関東農政局     | 長野県   | 長野農政事務所             | 本所＝長野市 地域第１～第３課＝松本市、伊那市、佐久市 統計・情報センター＝佐久市、伊那市、飯田市、松本市、長野市                                                                   | 長野地域センター                 | 長野県拠点     |
| 関東農政局     | 長野県   | 長野農政事務所             | 本所＝長野市 地域第１～第３課＝松本市、伊那市、佐久市 統計・情報センター＝佐久市、伊那市、飯田市、松本市、長野市                                                                   | 長野地域センター佐久支所         | 長野県拠点     |
| 関東農政局     | 長野県   | 長野農政事務所             | 本所＝長野市 地域第１～第３課＝松本市、伊那市、佐久市 統計・情報センター＝佐久市、伊那市、飯田市、松本市、長野市                                                                   | 松本地域センター                 | 長野県拠点     |
| 関東農政局     | 長野県   | 長野農政事務所             | 本所＝長野市 地域第１～第３課＝松本市、伊那市、佐久市 統計・情報センター＝佐久市、伊那市、飯田市、松本市、長野市                                                                   | 松本地域センター伊那支所         | 長野県拠点     |
| 関東農政局     | 静岡県   | 静岡農政事務所             | 本所＝静岡市 地域第１～第３課＝浜松市、沼津市、島田市 統計・情報センター＝静岡市、沼津市、袋井市、浜松市                                                                           | 静岡地域センター                 | 静岡県拠点     |
| 関東農政局     | 静岡県   | 静岡農政事務所             | 本所＝静岡市 地域第１～第３課＝浜松市、沼津市、島田市 統計・情報センター＝静岡市、沼津市、袋井市、浜松市                                                                           | 静岡地域センター沼津支所         | 静岡県拠点     |
| 関東農政局     | 静岡県   | 静岡農政事務所             | 本所＝静岡市 地域第１～第３課＝浜松市、沼津市、島田市 統計・情報センター＝静岡市、沼津市、袋井市、浜松市                                                                           | 浜松地域センター                 | 静岡県拠点     |
| 北陸農政局     | 新潟県   | 新潟農政事務所             | 本所＝新潟市 地域第１～第５課＝長岡市、新発田市、燕市、上越市、魚沼市 統計・情報センター＝新潟市、長岡市、新発田市、上越市、佐渡市、魚沼市                                         | 新潟地域センター                 | 新潟県拠点     |
| 北陸農政局     | 新潟県   | 新潟農政事務所             | 本所＝新潟市 地域第１～第５課＝長岡市、新発田市、燕市、上越市、魚沼市 統計・情報センター＝新潟市、長岡市、新発田市、上越市、佐渡市、魚沼市                                         | 新潟地域センター佐渡支所         | 新潟県拠点     |
| 北陸農政局     | 新潟県   | 新潟農政事務所             | 本所＝新潟市 地域第１～第５課＝長岡市、新発田市、燕市、上越市、魚沼市 統計・情報センター＝新潟市、長岡市、新発田市、上越市、佐渡市、魚沼市                                         | 長岡地域センター                 | 新潟県拠点     |
| 北陸農政局     | 新潟県   | 新潟農政事務所             | 本所＝新潟市 地域第１～第５課＝長岡市、新発田市、燕市、上越市、魚沼市 統計・情報センター＝新潟市、長岡市、新発田市、上越市、佐渡市、魚沼市                                         | 長岡地域センター上越支所         | 新潟県拠点     |
| 北陸農政局     | 富山県   | 富山農政事務所             | 本所＝富山市 地域第１～第２課＝高岡市、魚津市 統計・情報センター＝富山市、高岡市                                                                                                   | 富山地域センター                 | 富山県拠点     |
| 北陸農政局     | 石川県   | （北陸農政局直轄）         | 本局＝金沢市（ただし、本局では地域農政事務所業務は所管しなかった） 地域第１～第３課＝金沢市、七尾市、小松市 統計・情報センター＝金沢市、七尾市、小松市                             | （北陸農政局直轄）               | 石川県拠点     |
| 北陸農政局     | 石川県   | （北陸農政局直轄）         | 本局＝金沢市（ただし、本局では地域農政事務所業務は所管しなかった） 地域第１～第３課＝金沢市、七尾市、小松市 統計・情報センター＝金沢市、七尾市、小松市                             | 北陸農政局七尾支所               | 石川県拠点     |
| 北陸農政局     | 福井県   | 福井農政事務所             | 本所＝福井市 地域第１～第２課＝敦賀市、鯖江市 統計・情報センター＝福井市、敦賀市                                                                                                   | 福井地域センター                 | 福井県拠点     |
| 北陸農政局     | 福井県   | 福井農政事務所             | 本所＝福井市 地域第１～第２課＝敦賀市、鯖江市 統計・情報センター＝福井市、敦賀市                                                                                                   | 福井地域センター敦賀支所         | 福井県拠点     |
| 東海農政局     | 岐阜県   | 岐阜農政事務所             | 本所＝岐阜市 地域第１～第３課＝大垣市、高山市、中津川市 統計・情報センター＝岐阜市、高山市、美濃加茂市                                                                             | 岐阜地域センター                 | 岐阜県拠点     |
| 東海農政局     | 岐阜県   | 岐阜農政事務所             | 本所＝岐阜市 地域第１～第３課＝大垣市、高山市、中津川市 統計・情報センター＝岐阜市、高山市、美濃加茂市                                                                             | 高山地域センター                 | 岐阜県拠点     |
| 東海農政局     | 愛知県   | （東海農政局直轄）         | 本局＝名古屋市（ただし、本局では地域農政事務所業務は所管しなかった） 地域第１～第４課＝名古屋市、豊橋市、岡崎市、愛西市 統計・情報センター＝名古屋市、豊橋市、岡崎市、半田市       | （東海農政局直轄）               | 愛知県拠点     |
| 東海農政局     | 愛知県   | （東海農政局直轄）         | 本局＝名古屋市（ただし、本局では地域農政事務所業務は所管しなかった） 地域第１～第４課＝名古屋市、豊橋市、岡崎市、愛西市 統計・情報センター＝名古屋市、豊橋市、岡崎市、半田市       | 豊橋地域センター                 | 愛知県拠点     |
| 東海農政局     | 三重県   | 三重農政事務所             | 本所＝津市 地域第１～第２課＝四日市市、松阪市 統計・情報センター＝津市、四日市市、伊勢市、熊野市                                                                                   | 津地域センター                   | 三重県拠点     |
| 東海農政局     | 三重県   | 三重農政事務所             | 本所＝津市 地域第１～第２課＝四日市市、松阪市 統計・情報センター＝津市、四日市市、伊勢市、熊野市                                                                                   | 津地域センター伊勢支所           | 三重県拠点     |
| 近畿農政局     | 滋賀県   | 滋賀農政事務所             | 本所＝大津市 地域第１～第２課＝東近江市、米原市 統計・情報センター＝大津市、東近江市                                                                                               | 大津地域センター                 | 滋賀県拠点     |
| 近畿農政局     | 滋賀県   | 滋賀農政事務所             | 本所＝大津市 地域第１～第２課＝東近江市、米原市 統計・情報センター＝大津市、東近江市                                                                                               | 東近江地域センター               | 滋賀県拠点     |
| 近畿農政局     | 京都府   | （近畿農政局直轄）         | 本局＝京都市（ただし、本局では地域農政事務所業務は所管しなかった） 地域第１～第３課＝京都市、福知山市、南丹市 統計・情報センター＝京都市、綾部市                                   | （近畿農政局直轄）               | 京都府拠点     |
| 近畿農政局     | 大阪府   | 大阪農政事務所             | 本所＝大阪市 地域第１～第２課＝茨木市、高石市 統計・情報センター＝大阪市、高石市                                                                                                   | 大阪地域センター                 | 大阪府拠点     |
| 近畿農政局     | 兵庫県   | 兵庫農政事務所             | 本所＝神戸市 地域第１～第４課＝姫路市、豊岡市、宝塚市、加東市 統計・情報センター＝神戸市、姫路市、豊岡市、小野市                                                                   | 神戸地域センター                 | 兵庫県拠点     |
| 近畿農政局     | 兵庫県   | 兵庫農政事務所             | 本所＝神戸市 地域第１～第４課＝姫路市、豊岡市、宝塚市、加東市 統計・情報センター＝神戸市、姫路市、豊岡市、小野市                                                                   | 姫路地域センター                 | 兵庫県拠点     |
| 近畿農政局     | 兵庫県   | 兵庫農政事務所             | 本所＝神戸市 地域第１～第４課＝姫路市、豊岡市、宝塚市、加東市 統計・情報センター＝神戸市、姫路市、豊岡市、小野市                                                                   | 豊岡地域センター                 | 兵庫県拠点     |
| 近畿農政局     | 奈良県   | 奈良農政事務所             | 本所＝奈良市 地域課＝橿原市 統計・情報センター＝奈良市、橿原市 | 奈良地域センター                 | 奈良県拠点     |
| 近畿農政局     | 和歌山県 | 和歌山農政事務所           | 本所＝和歌山市 地域課＝御坊市 統計・情報センター＝和歌山市、田辺市 | 和歌山地域センター               | 和歌山県拠点   |
| 近畿農政局     | 和歌山県 | 和歌山農政事務所           | 本所＝和歌山市 地域課＝御坊市 統計・情報センター＝和歌山市、田辺市 | 和歌山地域センター田辺支所       | 和歌山県拠点   |
| 中国四国農政局 | 鳥取県   | 鳥取農政事務所             | 本所＝鳥取市 地域課＝米子市 統計・情報センター＝鳥取市、米子市 | 鳥取地域センター                 | 鳥取県拠点     |
| 中国四国農政局 | 鳥取県   | 鳥取農政事務所             | 本所＝鳥取市 地域課＝米子市 統計・情報センター＝鳥取市、米子市 | 鳥取地域センター米子支所         | 鳥取県拠点     |
| 中国四国農政局 | 島根県   | 島根農政事務所             | 本所＝松江市 地域第１～第２課＝浜田市、出雲市 統計・情報センター＝松江市、浜田市                                                                                                   | 松江地域センター                 | 島根県拠点     |
| 中国四国農政局 | 島根県   | 島根農政事務所             | 本所＝松江市 地域第１～第２課＝浜田市、出雲市 統計・情報センター＝松江市、浜田市                                                                                                   | 松江地域センター浜田支所         | 島根県拠点     |
| 中国四国農政局 | 岡山県   | （中国四国農政局直轄）     | 本局＝岡山市（ただし、本局では地域農政事務所業務は所管しなかった） 地域第１～第４課＝岡山市、倉敷市、津山市、赤磐市 統計・情報センター＝岡山市、倉敷市、津山市                     | （中国四国農政局直轄）           | 岡山県拠点     |
| 中国四国農政局 | 岡山県   | （中国四国農政局直轄）     | 本局＝岡山市（ただし、本局では地域農政事務所業務は所管しなかった） 地域第１～第４課＝岡山市、倉敷市、津山市、赤磐市 統計・情報センター＝岡山市、倉敷市、津山市                     | 中国四国農政局津山支所           | 岡山県拠点     |
| 中国四国農政局 | 広島県   | 広島農政事務所             | 本所＝広島市 地域第１～第３課＝三原市、福山市、三次市 統計・情報センター＝広島市、尾道市、三次市                                                                                   | 広島地域センター                 | 広島県拠点     |
| 中国四国農政局 | 広島県   | 広島農政事務所             | 本所＝広島市 地域第１～第３課＝三原市、福山市、三次市 統計・情報センター＝広島市、尾道市、三次市                                                                                   | 福山地域センター                 | 広島県拠点     |
| 中国四国農政局 | 山口県   | 山口農政事務所             | 本所＝山口市 地域第１～第３課＝萩市、周南市、山陽小野田市 統計・情報センター＝山口市、柳井市、山陽小野田市                                                                         | 山口地域センター                 | 山口県拠点     |
| 中国四国農政局 | 山口県   | 山口農政事務所             | 本所＝山口市 地域第１～第３課＝萩市、周南市、山陽小野田市 統計・情報センター＝山口市、柳井市、山陽小野田市                                                                         | 山口地域センター柳井支所         | 山口県拠点     |
| 中国四国農政局 | 徳島県   | 徳島農政事務所             | 本所＝徳島市 地域第１～第２課＝阿南市、吉野川市 統計・情報センター＝徳島市、阿南市、美馬市                                                                                         | 徳島地域センター                 | 徳島県拠点     |
| 中国四国農政局 | 徳島県   | 徳島農政事務所             | 本所＝徳島市 地域第１～第２課＝阿南市、吉野川市 統計・情報センター＝徳島市、阿南市、美馬市                                                                                         | 徳島地域センター美馬支所         | 徳島県拠点     |
| 中国四国農政局 | 香川県   | 香川農政事務所             | 本所＝高松市 地域第１～第２課＝坂出市、観音寺市 統計・情報センター＝高松市、丸亀市                                                                                                 | 高松地域センター                 | 香川県拠点     |
| 中国四国農政局 | 愛媛県   | 愛媛農政事務所             | 本所＝松山市 地域第１～第２課＝大洲市、西条市 統計・情報センター＝松山市、西条市、大洲市                                                                                           | 松山地域センター                 | 愛媛県拠点     |
| 中国四国農政局 | 愛媛県   | 愛媛農政事務所             | 本所＝松山市 地域第１～第２課＝大洲市、西条市 統計・情報センター＝松山市、西条市、大洲市                                                                                           | 松山地域センター大洲支所         | 愛媛県拠点     |
| 中国四国農政局 | 高知県   | 高知農政事務所             | 本所＝高知市 地域第１～第２課＝四万十市、香美市 統計・情報センター＝高知市、四万十市                                                                                               | 高知地域センター                 | 高知県拠点     |
| 中国四国農政局 | 高知県   | 高知農政事務所             | 本所＝高知市 地域第１～第２課＝四万十市、香美市 統計・情報センター＝高知市、四万十市                                                                                               | 高知地域センター四万十支所       | 高知県拠点     |
| 九州農政局     | 福岡県   | 福岡農政事務所             | 本所＝福岡市 地域第１～第４課＝北九州市、久留米市、飯塚市、柳川市 統計・情報センター＝福岡市、北九州市、久留米市、飯塚市、みやま市                                                 | 福岡地域センター                 | 福岡県拠点     |
| 九州農政局     | 福岡県   | 福岡農政事務所             | 本所＝福岡市 地域第１～第４課＝北九州市、久留米市、飯塚市、柳川市 統計・情報センター＝福岡市、北九州市、久留米市、飯塚市、みやま市                                                 | 福岡地域センター久留米支所       | 福岡県拠点     |
| 九州農政局     | 福岡県   | 福岡農政事務所             | 本所＝福岡市 地域第１～第４課＝北九州市、久留米市、飯塚市、柳川市 統計・情報センター＝福岡市、北九州市、久留米市、飯塚市、みやま市                                                 | 北九州地域センター               | 福岡県拠点     |
| 九州農政局     | 佐賀県   | 佐賀農政事務所             | 本所＝佐賀市 地域第１～第２課＝唐津市、武雄市 統計・情報センター＝佐賀市、唐津市、武雄市                                                                                           | 佐賀地域センター                 | 佐賀県拠点     |
| 九州農政局     | 長崎県   | 長崎農政事務所             | 本所＝長崎市 地域第１～第２課＝佐世保市、諫早市 統計・情報センター＝長崎市、佐世保市、島原市、壱岐市、五島市                                                                       | 長崎地域センター                 | 長崎県拠点     |
| 九州農政局     | 長崎県   | 長崎農政事務所             | 本所＝長崎市 地域第１～第２課＝佐世保市、諫早市 統計・情報センター＝長崎市、佐世保市、島原市、壱岐市、五島市                                                                       | 長崎地域センター佐世保支所       | 長崎県拠点     |
| 九州農政局     | 長崎県   | 長崎農政事務所             | 本所＝長崎市 地域第１～第２課＝佐世保市、諫早市 統計・情報センター＝長崎市、佐世保市、島原市、壱岐市、五島市                                                                       | 長崎地域センター壱岐支所         | 長崎県拠点     |
| 九州農政局     | 長崎県   | 長崎農政事務所             | 本所＝長崎市 地域第１～第２課＝佐世保市、諫早市 統計・情報センター＝長崎市、佐世保市、島原市、壱岐市、五島市                                                                       | 長崎地域センター五島支所         | 長崎県拠点     |
| 九州農政局     | 熊本県   | （九州農政局直轄）         | 本局＝熊本市（ただし、本局では地域農政事務所業務は所管しなかった） 地域第１～第４課＝熊本市、八代市、人吉市、菊池市 統計・情報センター＝熊本市、八代市、山鹿市、天草市、阿蘇市     | （九州農政局直轄）               | 熊本県拠点     |
| 九州農政局     | 熊本県   | （九州農政局直轄）         | 本局＝熊本市（ただし、本局では地域農政事務所業務は所管しなかった） 地域第１～第４課＝熊本市、八代市、人吉市、菊池市 統計・情報センター＝熊本市、八代市、山鹿市、天草市、阿蘇市     | 八代地域センター                 | 熊本県拠点     |
| 九州農政局     | 熊本県   | （九州農政局直轄）         | 本局＝熊本市（ただし、本局では地域農政事務所業務は所管しなかった） 地域第１～第４課＝熊本市、八代市、人吉市、菊池市 統計・情報センター＝熊本市、八代市、山鹿市、天草市、阿蘇市     | 八代地域センター天草支所         | 熊本県拠点     |
| 九州農政局     | 大分県   | 大分農政事務所             | 本所＝大分市 地域第１～第３課＝宇佐市、豊後大野市、玖珠町 統計・情報センター＝大分市、宇佐市、豊後大野市                                                                           | 大分地域センター                 | 大分県拠点     |
| 九州農政局     | 大分県   | 大分農政事務所             | 本所＝大分市 地域第１～第３課＝宇佐市、豊後大野市、玖珠町 統計・情報センター＝大分市、宇佐市、豊後大野市                                                                           | 大分地域センター宇佐支所         | 大分県拠点     |
| 九州農政局     | 大分県   | 大分農政事務所             | 本所＝大分市 地域第１～第３課＝宇佐市、豊後大野市、玖珠町 統計・情報センター＝大分市、宇佐市、豊後大野市                                                                           | 大分地域センター豊後大野支所     | 大分県拠点     |
| 九州農政局     | 宮崎県   | 宮崎農政事務所             | 本所＝宮崎市 地域第１～第２課＝都城市、延岡市 統計・情報センター＝宮崎市、延岡市、都城市、小林市、児湯郡高鍋町                                                                     | 宮崎地域センター                 | 宮崎県拠点     |
| 九州農政局     | 宮崎県   | 宮崎農政事務所             | 本所＝宮崎市 地域第１～第２課＝都城市、延岡市 統計・情報センター＝宮崎市、延岡市、都城市、小林市、児湯郡高鍋町                                                                     | 宮崎地域センター都城支所         | 宮崎県拠点     |
| 九州農政局     | 宮崎県   | 宮崎農政事務所             | 本所＝宮崎市 地域第１～第２課＝都城市、延岡市 統計・情報センター＝宮崎市、延岡市、都城市、小林市、児湯郡高鍋町                                                                     | 延岡地域センター                 | 宮崎県拠点     |
| 九州農政局     | 鹿児島県 | 鹿児島農政事務所           | 本所＝鹿児島市 地域第１～第３課＝薩摩川内市、鹿屋市、南さつま市 統計・情報センター＝鹿児島市、鹿屋市、西之表市、曽於市、霧島市、南さつま市、奄美市                                 | 鹿児島地域センター               | 鹿児島県拠点   |
| 九州農政局     | 鹿児島県 | 鹿児島農政事務所           | 本所＝鹿児島市 地域第１～第３課＝薩摩川内市、鹿屋市、南さつま市 統計・情報センター＝鹿児島市、鹿屋市、西之表市、曽於市、霧島市、南さつま市、奄美市                                 | 鹿児島地域センター薩摩川内支所   | 鹿児島県拠点   |
| 九州農政局     | 鹿児島県 | 鹿児島農政事務所           | 本所＝鹿児島市 地域第１～第３課＝薩摩川内市、鹿屋市、南さつま市 統計・情報センター＝鹿児島市、鹿屋市、西之表市、曽於市、霧島市、南さつま市、奄美市                                 | 鹿児島地域センター西之表支所     | 鹿児島県拠点   |
| 九州農政局     | 鹿児島県 | 鹿児島農政事務所           | 本所＝鹿児島市 地域第１～第３課＝薩摩川内市、鹿屋市、南さつま市 統計・情報センター＝鹿児島市、鹿屋市、西之表市、曽於市、霧島市、南さつま市、奄美市                                 | 鹿児島地域センター奄美支所       | 鹿児島県拠点   |
| 九州農政局     | 鹿児島県 | 鹿児島農政事務所           | 本所＝鹿児島市 地域第１～第３課＝薩摩川内市、鹿屋市、南さつま市 統計・情報センター＝鹿児島市、鹿屋市、西之表市、曽於市、霧島市、南さつま市、奄美市                                 | 鹿屋地域センター                 | 鹿児島県拠点   |